# Внутренний спутник
Внутренний спутник (англ. Inner moon) — естественный спутник с проградным движением на орбите с малым наклоном внутри области крупных спутников планеты. Обычно предполагается, что такие спутники сформировались в том же месте и в то же время, что и планета. Исключением являются естественные спутники Нептуна, поскольку они, вероятно, являются пересобранными обломками первоначальных объектов, которые разрушились при захвате крупного спутника —  Тритона. Внутренние спутники отличаются от других регулярных спутников по близости к планете, коротким орбитальным периодам, малым массам, размерам и неправильной форме.

## Обнаружение
На данный момент известно около тридцати внутренних спутников, обращающихся вокруг всех четырёх планет-гигантов (Юпитер, Сатурн, Уран и Нептун). Вследствие малого размера и блеска планеты, внутренние спутники сложно наблюдать с Земли. Некоторые из внутренних спутников, такие как Пан и Дафнис у Сатурна, наблюдались только космическими аппаратами. 
Первым наблюдавшимся внутренним спутником была Амальтея, открытая Эдвардом Барнардом в 1892 году. Следующими стали спутники Сатурна Эпиметей и Янус, наблюдавшиеся в 1966 году. Эти два спутника находятся на одной орбите, что приводило к путанице, разрешившейся только после пролёта Вояджера-1 в 1980 году. Большинство остальных известных внутренних спутников было открыто аппаратами Вояджер-1 и Вояджер-2 в течение их пролётов мимо Юпитера (1979 год), Сатурна (1980 года), Урана (1986 год) и Нептуна (1989 год).

## Орбиты
Все внутренние спутники находятся на почти круговых проградных орбитах. Медианное значение эксцентриситета составляет 0,0012; спутник с наиболее высоким эксцентриситетом орбиты — Феба,  e=0,0177.  Наклон орбиты к плоскости экватора планеты также очень мал. У всех известных внутренних спутников, кроме одного, наклон составляет менее градуса, медианное значение равно 0,1°. Наяда, ближайший к Нептуну спутник, является исключением: её орбита наклонена под углом 4,75° к плоскости экватора Нептуна.
Наиболее внутренние спутники обращаются в области колец планет, внутри предела Роша для жидких тел, и только внутренние силы и трение препятствует разрушению спутников под действием приливных сил. Это означает, что если положить камень на поверхность спутника в наиболее удалённой от планеты точке, то приливная сила будет больше силы притяжения камня спутником, вследствие чего камень улетит с поверхности. По этой причине на снимках поверхности таких спутников видно, что они лишены пыли и камней на поверхности.
Наиболее экстремальными случаями являются спутники Пан, обращающийся по орбите внутри колец в пределах 70% предела Роша, а также Наяда. Плотность Наяды неизвестна, поэтому точный предел Роша для неё также неизвестен, но если предположить плотность равной 1100 кг/м³, то Наяда находится на ещё меньшем относительно предела Роша расстоянии от планеты.
Те из спутников, что обладают периодами обращения меньше периода вращения планеты, испытывают приливное замедление, приводящее к постепенному приближению к планете по спирали. В далёком будущем такие спутники упадут на планету или будут разрушены приливными силами. Примерами таких спутников являются Метида и Адрастея у Юпитера,  а также большинство известных внутренних спутников Урана и Нептуна − до (включительно) Пердиты и Лариссы соответственно. Однако ни один из спутников Сатурна не обладает подобным свойством, поскольку сам Сатурн вращается быстро.

## Физические характеристики

### Размеры
Внутренние спутники малы по сравнению с крупными спутниками планет. Все известные внутренние спутники слишком малы, чтобы приобрести и поддерживать сфероидальную форму. Многие из них сильно вытянуты, как, например, Амальтея, длина которой вдвое превышает ширину. Крупнейшим внутренним спутником является Протей, достигающий размера 440 км и близкий по форме к шару, но всё же недостаточно большим, чтобы считать форму приобретённой только под действием гравитационного сжатия. Большинство известных внутренних спутников облаадет размерами от 50 до 100 км, наименьшим является Дафнис с размерами от 6 до 8 км. Неподтверждённые объекты, обращающиеся близко к кольцу F Сатурна, такие как S/2004 S 6, могут быть ещё более маленькими спутниками, если только не являются временными сгустками пыли. Космический аппарат Кассини-Гюйгенс обнаружил свидетельства (маленькие пылевые кольца) того, что в щели Кассини могут обращаться ещё более маленькие спутники. Размеры наименьших известных внутренних спутников возрастают с удалением планет от Солнца, но, вероятно, эта зависимость связана со сложностью выявления маленьких спутников у далёких планет.

### Вращение
Внутренние спутники находятся в приливном захвате, таким образом, их орбитальный период синхронизирован с периодом вращения, поэтому они всегда повёрнуты одной стороной к планете. Большие оси фигур спутников обычно направлены в сторону планеты.

### Поверхности
Все внутренние спутники Юпитера, Урана  и Нептуна обладают очень тёмной поверхностью при альбедо от 0,06 (Метида) до 0,10 (Адрастея). Спутники Сатурна, напротив, обладают яркой поверхностью с альбедо от 0,4 до 0,6. Считается, что поверхности этих спутников покрыты частицами льда, возникшего в системе колец, где обращаются спутники.  Внутренние спутники других планет могли потемнеть вследствие воздействия космического выветривания. Ни один из известных внутренних спутников не обладает атмосферой.

### Кратеры
Внутренние спутники, чьи изображения удалось получить, обладают поверхностями с большим количеством кратеров. Темп образования кратеров на объектах, обращающихся вблизи планеты-гиганта, выше, чем для основных и внешних спутников, поскольку существует явление гравитационного фокусирования: обращающиеся вокруг Солнца объекты при прохождении в окрестности газовых гигантов отклоняются в сторону планеты вследствие ей притяжения, поэтому вероятность соударений в случае нахождения спутника близко к планете гораздо выше, чем для внешних спутников и межпланетного пространства. В результате по оценкам очень малые спутники вблизи планет должны разрушаться при соударениях на временных масштабах, существенно меньших возраста Солнечной системы. Такие оценки дают минимальное значение размеров спутников, которые могут сохраниться.

### Накопление вещества колец
По крайней мере два из внутренних спутников Сатурна (Атлас и Прометей) обладают экваториальными хребтами. Хребет на Атласе особенно ярко выражен. Также, Пандора покрыта веществом, вероятно, выпавшим на неё. Предполагается, что причиной является аккреция вещества колец на спутники. Другим доказательством этого явления может быть низкая плотность спутников и высокое альбедо. Наблюдалось, что Прометей притягивает вещество кольца F в течение периодических близких прохождений.

## Список внутренних спутников

### Внутренние спутники Юпитера
Юпитер обладает наименьшим набором внутренних спутников, включая только четыре следующих:
- Метида
- Адрастея
- Амальтея
- Феба

### Внутренние  спутники Сатурна
Семь внутренних спутников Сатурна тесно связаны с его системой колец, многие из них обращаются внутри колец, создавая щели или маленькие кольца между спутниками.
- Пан – спутник-пастух в щели Энке кольца A Сатурна
- Дафнис – спутник-пастух в щели Килера кольца A Сатурна
- Атлас – спутник-пастух на внешнем крае кольца A Сатурна
- Прометей и Пандора – внутренний и внешний спутники-пастухи кольца F Сатурна
- Эпиметей и Янус – коорбитальные спутники, периодически обменивающиеся энергией

Некоторые объекты, положение которых известно, такие как  S/2004 S 3, S/2004 S 4 и S/2004 S 6, иногда окружённые пылевым гало, наблюдались в окрестности кольца F, но в настоящее время непонятно, являются ли эти спутники транзиентными сгустками или они содержат твёрдые объекты (спутники).

### Внутренние спутники Урана
Уран обладает крупной системой внутренних спутников, в настоящее время содержащая 13 спутников: 
- Корделия и Офелия – внутренний и внешний спутники-пастухи наиболее яркого кольца Урана
- Бианка
- Крессида
- Дездемона
- Джульетта
- Порция
- Розалинда
- Купидон
- Белинда
- Пердита
- Пак
- Маб  – связан с кольцом μ.

### Внутренние спутники Нептуна
Нептун обладает семью внутренними спутниками:
- Наяда
- Таласса
- Деспина
- Галатея − внутренний спутник очень узкого кольца Адамса, разбитого на дуги
- Ларисса
- Гиппокамп
- Протей

Считается, что эти спутники представляют собой  <<кучи щебня>>, пересобравшиеся из фрагментов первоначальных спутников Нептуна. Эти спутники подвергались сильному влиянию со стороны Тритона в период вскоре после захвата спутника на начальную орбиту с большим эксцентриситетом. Возмущения приводили к столкновениям спутников, и та часть фрагментов, которая не была потеряна, пересобралась в наблюдаемые в настоящее время спутники после того, как орбита Тритона стала круговой.

## Исследование
Для большинства внутренних спутников были получены изображения Вояджером-1 и Вояджером-2. Большинство внутренних спутников выглядят на изображениях как отдельные пиксели или же имеют диаметр всего несколько пикселей. Однако у некоторых спутников видны детали поверхности: 
| Планета | Космический аппарат            | Космический аппарат            | Космический аппарат | Космический аппарат                  |
| Планета | Вояджер-1                      | Вояджер-2                      | Галилео             | Кассини                              |
| Юпитер  | Амальтея                       |                                | Амальтея Феба       |                                      |
| Сатурн  | Пандора Прометей Янус Эпиметей | Пандора Прометей Янус Эпиметей |                     | Атлас Пандора Прометей Янус Эпиметей |
| Уран    |                                | Пак                            |                     |                                      |
| Нептун  |                                | Ларисса Протей                 |                     |                                      |